# Ely, Nevada
Ely är administrativ huvudort i White Pine County i Nevada. Ely är också den största staden i countyt. Vid 2010 års folkräkning hade Ely 4 255 invånare.

## Kända personer från Ely
- Pat Nixon, USA:s första dam